# Italia's Next Top Model (terza edizione)
La terza edizione di Italia's Next Top Model è andata in onda dal 2 ottobre al 18 dicembre 2009 per dodici puntate sul canale SKY Vivo.
Il programma è stato condotto da Natasha Stefanenko, a capo della giuria composta Michael Giannini, Giusi Ferré e Nadège du Bospertus.
In questa edizione, tra le concorrenti erano presenti due gemelle, Gilda e Veronica.

## Concorrenti
Di seguito, l'elenco delle concorrenti al talent show, elencate in ordine di eliminazione dalla trasmissione. L'età indicata è quella del periodo di trasmissione del programma.
| Concorrente                  | Età | Altezza | Provenienza                          | Classificata   |
| ---------------------------- | --- | ------- | ------------------------------------ | -------------- |
| Athina Covassi               | 19  | 175 cm  | Ovaro                                | 15.            |
| Jade Albany Pietrantonio     | 19  | 172 cm  | Torino                               | 14. (ritirata) |
| Veronica Testa               | 20  | 182 cm  | Villar Perosa                        | 13.            |
| Eleonora Meneghini           | 24  | 176 cm  | Soave                                | 12.            |
| Carlotta Castagneris         | 20  | 180 cm  | Torino                               | 11.            |
| Elisa Provaso                | 22  | 173 cm  | Malesco                              | 10.            |
| Karis Decò                   | 20  | 178 cm  | Livorno                              | 9.             |
| Diletta Neri                 | 18  | 180 cm  | Mondragone                           | 8.             |
| Gilda Testa                  | 20  | 182 cm  | Villar Perosa                        | 7.             |
| Giorgia Albarello            | 20  | 182 cm  | Padova                               | 6.             |
| Marianna Di Martino De Cecco | 20  | 178 cm  | Catania                              | 5.             |
| Caroline Cecere              | 21  | 178 cm  | Napoli (originaria del Brasile)      | 4.             |
| Sabrina Cereseto             | 21  | 174 cm  | Monza                                | 3.             |
| Anisia Tripa                 | 19  | 178 cm  | Gavorrano (originaria della Romania) | 2.             |
| Anastasia Silveri            | 24  | 177 cm  | Arielli (originaria della Russia)    | Vincitrice     |

## Riassunti

### Ordine di chiamata
| Ordine | Episodi    | Episodi    | Episodi    | Episodi   | Episodi   | Episodi   | Episodi   | Episodi   | Episodi   | Episodi   | Episodi   | Episodi   | Episodi   | Episodi |
| Ordine | 1          | 2          | 3          | 4         | 5         | 6         | 7         | 8         | 9         | 10        | 11        | 12        | 12        |         |
| ------ | ---------- | ---------- | ---------- | --------- | --------- | --------- | --------- | --------- | --------- | --------- | --------- | --------- | --------- | ------- |
| 1      | Anastasia  | Jade       | Giorgia    | Diletta   | Giorgia   | Giorgia   | Sabrina   | Gilda     | Anisia    | Anastasia | Anisia    | Anastasia | Anastasia |         |
| 2      | Giorgia    | Karis      | Sabrina    | Anastasia | Karis     | Sabrina   | Marianna  | Anastasia | Giorgia   | Sabrina   | Anastasia | Anisia    | Anisia    |         |
| 3      | Anisia     | Anastasia  | Karis      | Caroline  | Marianna  | Gilda     | Anastasia | Anisia    | Marianna  | Caroline  | Sabrina   | Sabrina   |           |         |
| 4      | Karis      | Giorgia    | Anastasia  | Elisa     | Anisia    | Karis     | Diletta   | Caroline  | Sabrina   | Anisia    | Caroline  |           |           |         |
| 5      | Elisa      | Eleonora   | Diletta    | Gilda     | Diletta   | Anastasia | Gilda     | Marianna  | Anastasia | Marianna  |           |           |           |         |
| 6      | Carlotta   | Anisia     | Caroline   | Sabrina   | Anastasia | Caroline  | Caroline  | Sabrina   | Caroline  | Giorgia   |           |           |           |         |
| 7      | Gilda      | Caroline   | Anisia     | Karis     | Gilda     | Anisia    | Anisia    | Giorgia   | Gilda     |           |           |           |           |         |
| 8      | Sabrina    | Gilda      | Elisa      | Anisia    | Sabrina   | Marianna  | Giorgia   | Diletta   |           |           |           |           |           |         |
| 9      | Jade       | Sabrina    | Carlotta   | Giorgia   | Elisa     | Diletta   | Karis     |           |           |           |           |           |           |         |
| 10     | Eleonora   | Diletta    | Gilda      | Carlotta  | Caroline  | Elisa     |           |           |           |           |           |           |           |         |
| 11     | Diletta    | Elisa      | Eleonora   | Eleonora  | Carlotta  |           |           |           |           |           |           |           |           |         |
| 12     | Caroline   | Veronica T | Veronica T |           |           |           |           |           |           |           |           |           |           |         |
| 13     | Veronica T | Carlotta   | Jade       |           |           |           |           |           |           |           |           |           |           |         |
| 14     | Athina     | Athina     |            |           |           |           |           |           |           |           |           |           |           |         |

- Nell'episodio 1 vengono scelte le 14 finaliste che entreranno nella model school
- Nell'episodio 3, Jade decide di lasciare la gara
- Al termine dell'episodio 4, Natasha annuncia l'entrata di una nuova concorrente, Marianna
- Nell'episodio 10, Anisia, Giorgia e Marianna vengono giudicate peggiori; Giorgia viene eliminata immediatamente, senza andare alla sfida

     La concorrente viene eliminata
     La concorrente ha lasciato la gara volontariamente
     La concorrente entra a sostituzione di un'altra
     La concorrente viene eliminata senza andare al ballottaggio
     La concorrente ha vinto la competizione

### Guida alle sfide
- Episode 1: Sfilata improvvisata a Milano.
- Episode 2: Servizio fotografico in versione soldatesse sexy in location simil-militare.
- Episode 3: Sfilata per John Richmond.
- Episode 4: Servizio fotografico in lingerie in una fattoria.
- Episode 5: Servizio fotografico ispirato alla locandina di un film horror anni cinquanta.
- Episode 6: Sfilata in un'autodemolizione con abiti Leila Hafzi.
- Episode 7: Servizio fotografico con tema la cucina italiana.
- Episode 8: Sfilata con abiti Ermanno Scervino.
- Episode 9: Servizio fotografico subacqueo per gioielli Morellato.
- Episode 10: Servizio fotografico con una tigre, indossando abiti Addy van den Krommenacher.
- Episode 11: Servizio fotografico ispirato a Casino Royale.
- Episode 12: Servizio fotografico per un servizio della rivista A.
- Episode 13: Sfilata finale per Dsquared².